# Lestes pruinescens
Lestes pruinescens är en trollsländeart som beskrevs av Martin 1910. Lestes pruinescens ingår i släktet Lestes och familjen glansflicksländor. Inga underarter finns listade i Catalogue of Life.